# Psilotreta japonica
Psilotreta japonica är en nattsländeart som först beskrevs av Banks 1906.  Psilotreta japonica ingår i släktet Psilotreta och familjen böjrörsnattsländor. Inga underarter finns listade i Catalogue of Life.